# Jacqueline Bechet-Ferber
Pour les articles homonymes, voir Bechet (homonymie) et Ferber.
Jacqueline Bechet-Ferber, née à Paris le 19 juillet 1930 et morte le 21 août 2020 à Arzon,, est une peintre et sculptrice française.

## Biographie
Sculpteur de formation, elle s'est depuis intéressée à la peinture, l'aquarelle notamment.
Élève à l'École des beaux-arts de Paris, elle remporte, en 1954, le premier grand prix de Rome en sculpture. Elle emporte également le premier prix Paul-Louis Weille à l'Institut de France,.

### Œuvres

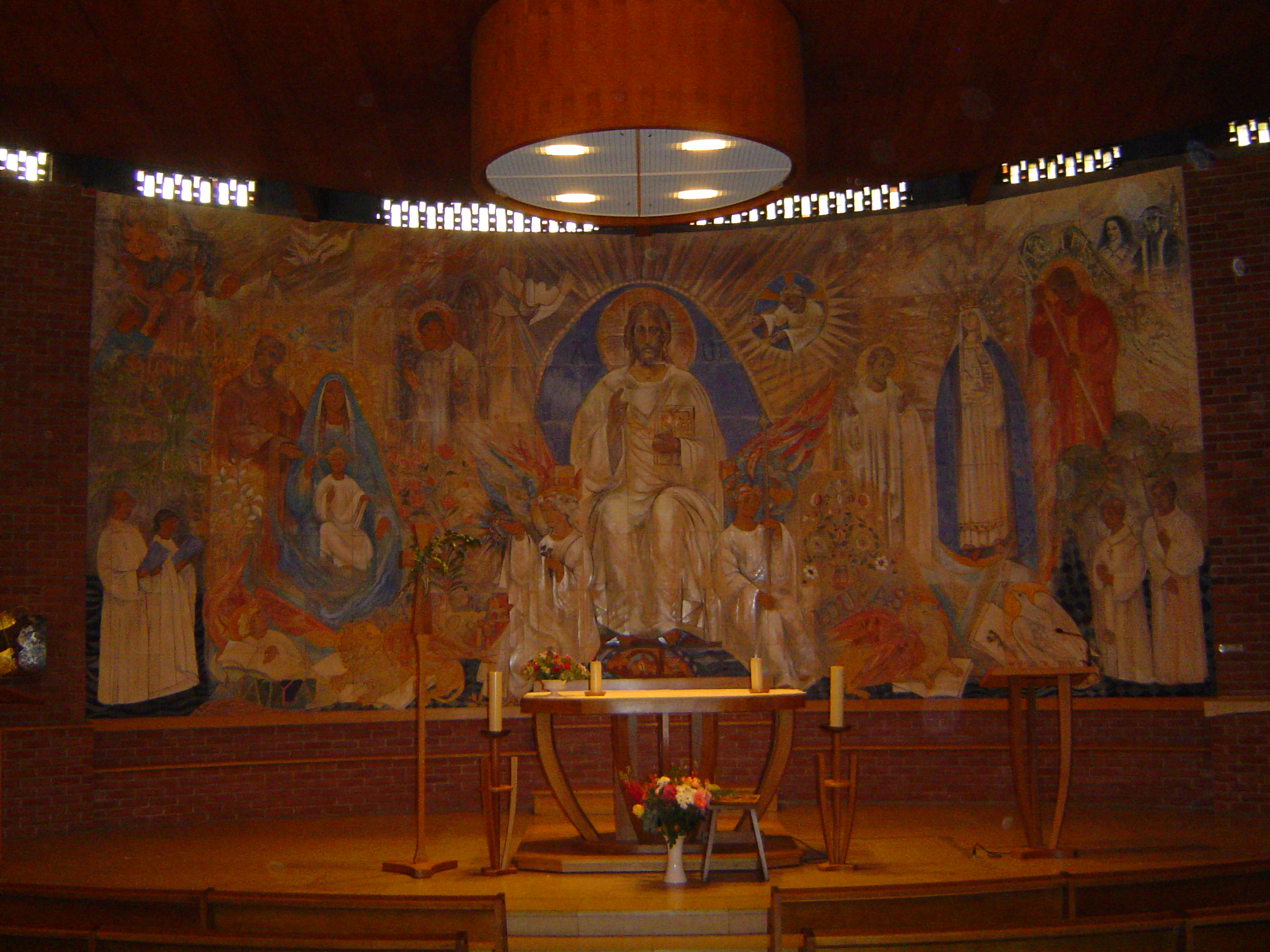
La fresque de céramique dans la chapelle Sainte-Marie d'Antony.

Jacqueline Bechet-Ferber est l'auteur de la grande fresque de céramique de 220 carreaux couvrant 41 m2, commencée en 1998 et terminée en 2000, dans la chapelle « Sainte-Marie Mère de l'Église » de l'Institution Sainte-Marie d'Antony.